# Муссини, Чезаре
Чезаре Муссини (итал. Cesare Mussini; 11 июня 1804, Берлин — 24 мая 1879, Барга, Лукка) — итальянский художник: живописец и гравёр. Работал во Флоренции и Риме, в 1844—1850 годах — в России, в Санкт-Петербурге. Старший брат известного художника и шахматиста Луиджи Муссини.

## Биография
Чезаре родился в Германии, в Берлине, в итальянской семье капельмейстера прусского двора Натале Муссини и его жены Джулианы, певицы, дочери композитора Джузеппе Сарти. Родители вернулись в Италию, во Флоренцию, в 1818 году. Чезаре Муссини сначала учился игре на скрипке под руководством своего отца и Пьера Роде; затем, в 1820 году, поступил во Флорентийскую академию изящных искусств, где стал учеником Пьетро Бенвенути.
В 1823 году он получил награду за акварельную живопись. В следующем году его эскиз маслом также был отмечен Академией. Позднее он стал профессором флорентийской Академии. В 1828 году Муссини получил академическую награду за картину «Леонардо да Винчи умирает на руках Франциска I» (Флоренция, Галерея Палаццо Питти) и пенсионерскую стипендию для поездки в Италию.
Он переехал в Рим, где подружился с французскими интеллектуалами и художниками, такими как писатель Франсуа-Рене де Шатобриан, секретарь французского посольства в Риме, и Орас Верне, директор Французской академии в Риме.
Муссини вернулся во Флоренцию в 1832 году. Он был востребованным художником-портретистом, получая заказы из разных стран Европы. В 1834 году Рафаэль Финци Морелли поручил ему написать фрески в своём доме на площади Санта-Мария-Новелла. Около 1840 года Муссини разработал особый метод приготовления красок с натуральными смолами «без масла и без воска» и постоянно использовал его на протяжении всей своей жизни, как для картин на холсте, так и для стен. Их стали применять и другие художники. Отсюда название «краски Муссини».
В 1844 году он отправился в Санкт-Петербург, где пробыл почти два года, создав для императора Николая I несколько картин, а также эскизы шести больших картин, заказанных ему для строящегося Исаакиевского собора: «Благовещение», «Рождество», «Обрезание Иисуса», «Введение во храм», «Крещение Христа», «Преображение». Они были выполнены во Флоренции и установлены через три года в присутствии художника, вернувшегося в Санкт-Петербург в 1849 году и пробывшего там около года.
В 1860 году его призвали воспроизвести свою знаменитую композицию «Заговор Пацци» на потолке Палаццо Питти, а два года спустя он завершил на другом потолке того же здания фреску с аллегорическим изображением Италии с лавровым венком в руке.
Чезаре Муссини умер в Барге (Лукка) 24 мая 1879 года. В последние годы жизни по просьбе сына художник написал подробную автобиографию: «Жизнь Чезаре Муссини, живописца историй» (La vita di Cesare Mussini pittore di storia, 1876—1877), в которой продемонстрировал если не литературные способности, то по крайней мере живой вкус к рассказыванию историй, и составил хронологический список своих произведений.
Среди его самых известных картин: «Леонардо да Винчи умирает на руках Франциска I» (1828), «Тассо читает стихи Элеоноре д’Эсте», «Рафаэль и Форнарина», «Смерть Аттала», «Станислав Понятовский освобождает своего польского раба», «Святой архангел Михаил» и другие.

## Галерея

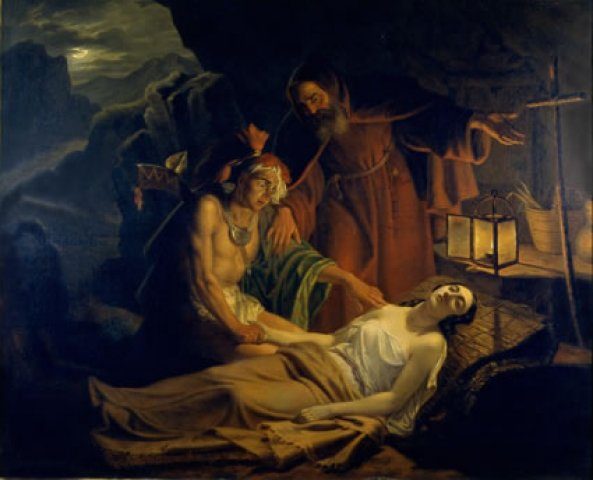
Смерть Аттала. 1835. Холст, масло. Национальная галерея современного искусства (Рим)
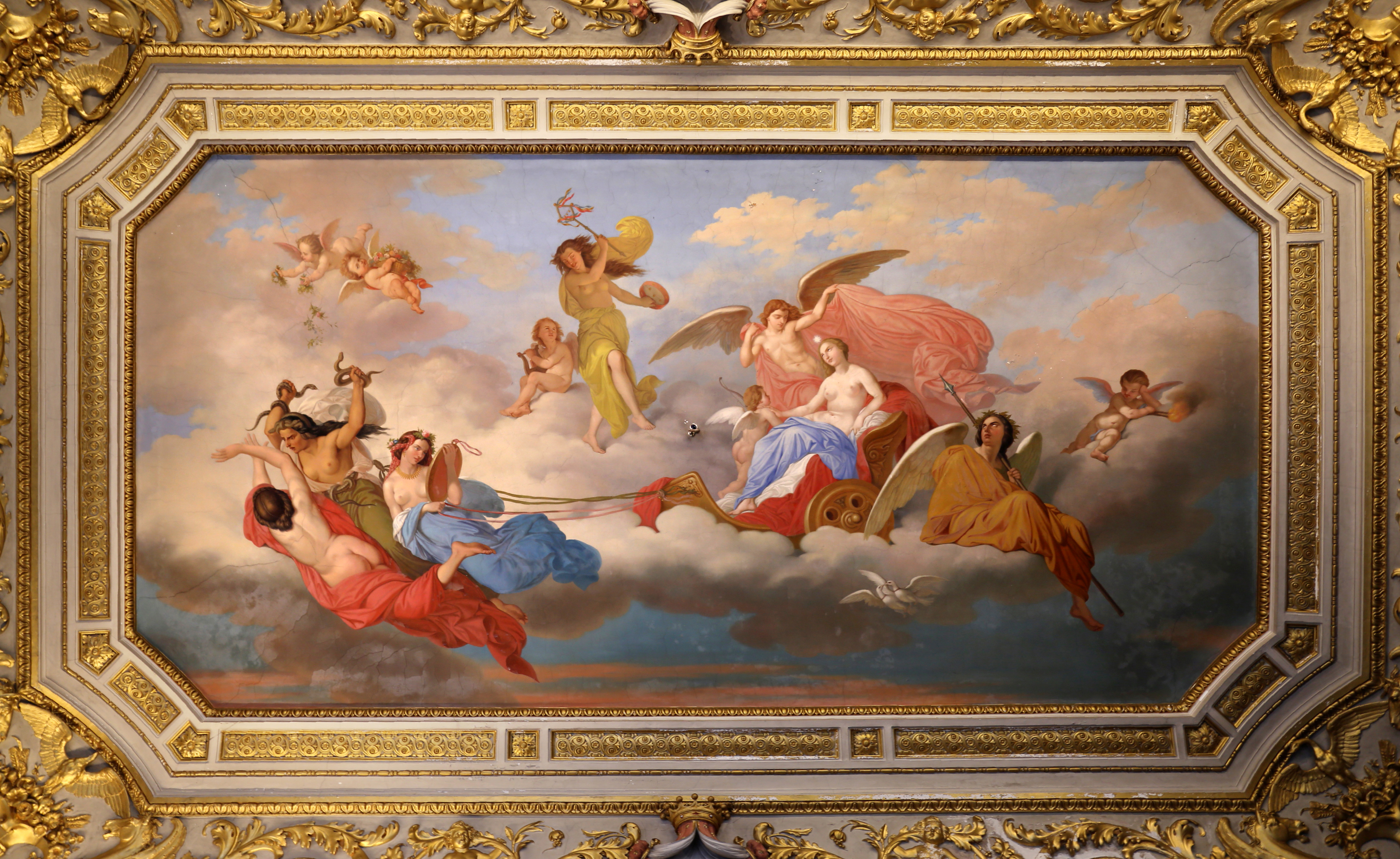
Аллегория любви. Энкаустика. Вилла Фавар, Флоренция
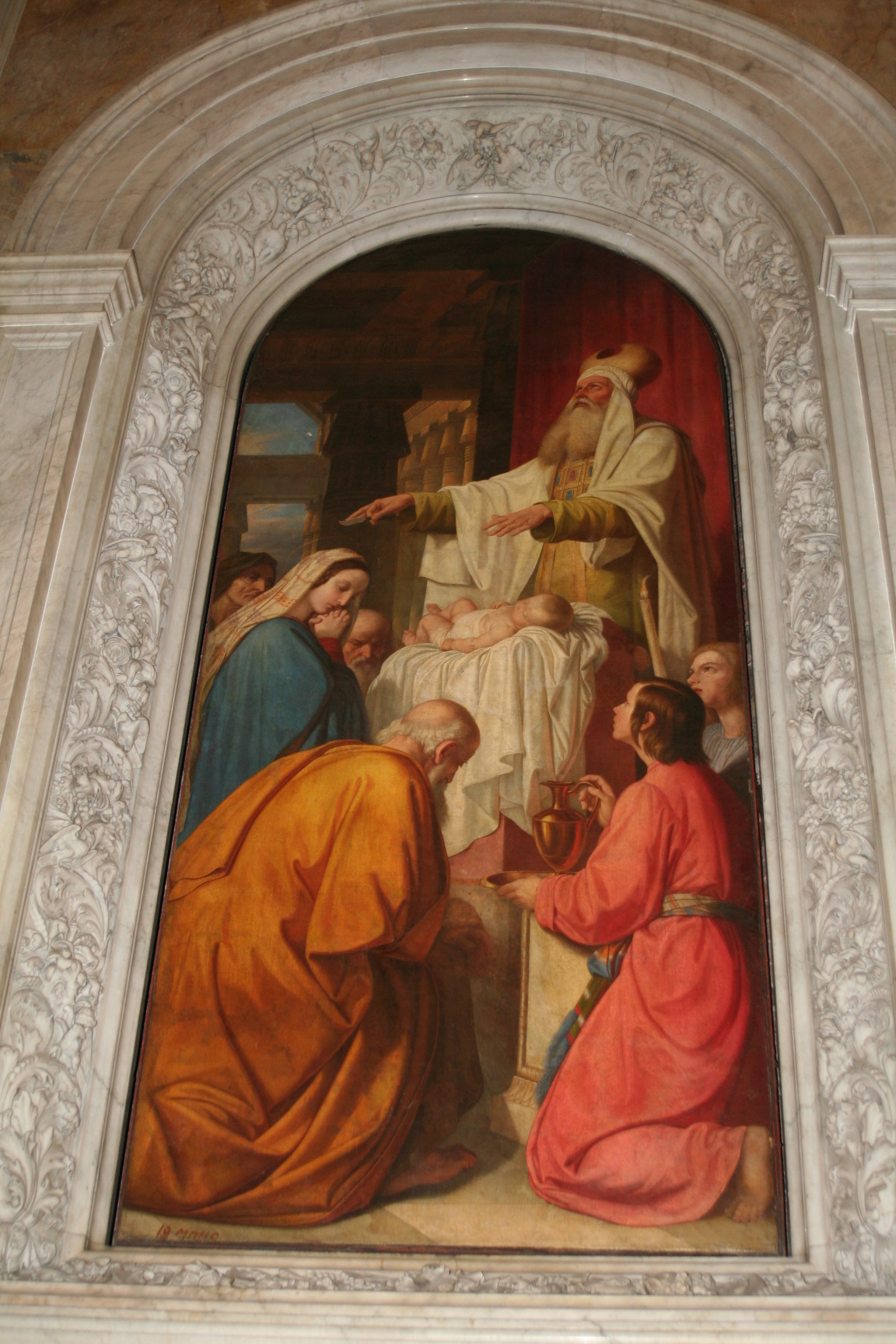
Обрезание Иисуса. 1849. Холст, масло. Исаакиевский собор, Санкт-Петербург